# Heilbronner Weg

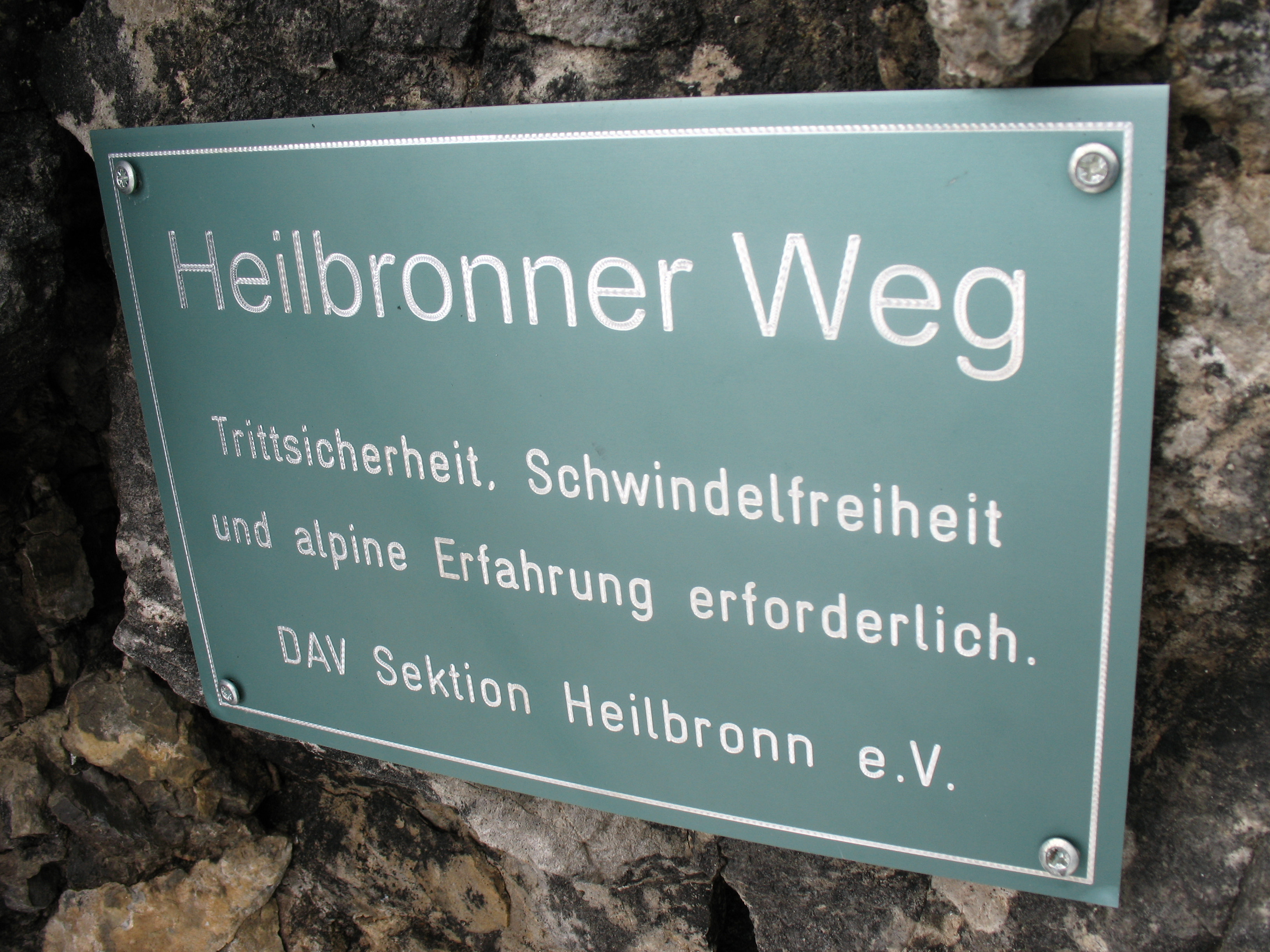
Hinweisschild am Beginn

Der Heilbronner Weg ist ein hochalpiner Wanderweg in den Allgäuer Alpen. Es ist ein Teil des Verbindungsweges von der Rappenseehütte zum Waltenbergerhaus oder zur Kemptner Hütte in 2432 m bis 2615 m Höhe. Er hat eine Länge von 3027 m und ist der älteste und bekannteste Felsensteig der Nördlichen Kalkalpen. Die reine Gehzeit beträgt von der Abzweigung Hohes Licht-Bockkarscharte ca. zwei bis drei Stunden. Von der Rappenseehütte zur Kemptner Hütte geht man etwa sechs Stunden. Trittsicherheit, Schwindelfreiheit und Bergerfahrung sind unerlässlich. Er kreuzt vier Mal die deutsch-österreichische Staatsgrenze.
Zwischen dem Heilbronner Weg und der in der Verwallgruppe gelegenen Heilbronner Hütte besteht vom Wegenetz her kein Zusammenhang, ein gleichgenannter Weg führt zum Heilbronner Kreuz auf dem Dachsteinplateau.

## Berge auf dem Weg
Eine Vielzahl von Gipfeln sind mit kurzem Abstecher vom Heilbronner Weg zu erreichen. Die bekanntesten sind:
- Hohes Licht (2651 m, Auf- und Abstieg vom Heilbronner Weg ca. eineinhalb Stunden)
- Mädelegabel (2645 m, Auf- und Abstieg vom Heilbronner Weg ca. eine Stunde)
- Steinschartenkopf (2615 m)
- Bockkarkopf (2608 m)

## Geschichte
Die Idee zum Bau eines hochalpinen Weges zwischen Hohem Licht und Mädelegabel hatte der Deutsche und Österreichische Alpenverein bereits Ende der 1880er-Jahre. Die Sektion Kempten hatte konkrete Pläne, aber nicht genügend Geld. Nach Anfrage bei der Sektion Mainz bot diese im Sommer 1893 zunächst die Finanzierung eines Mainzer Weges an, sagte jedoch im November 1894 wegen der zu erwartenden Schwierigkeiten des Projektes wieder ab.
Im Februar 1895 bekundete die Sektion Heilbronn des Deutschen und Österreichischen Alpenvereins Interesse an der Finanzierung des Vorhabens, falls der Zentralausschuss 1000 Mark der auf 4500 Mark geschätzten Baukosten übernehmen würde. Im Herbst 1895 wurde daraufhin von dem Alpinisten Anton Hengeler die Wegtrasse des „Heilbronner Weges“ vom Hohen Licht zur Mädelegabel festgelegt und im Januar 1896 der Subventionsantrag beim Zentralausschuss gestellt, woraufhin im August 1896 die Brüder Klein aus Rubi mit dem Ausbau des Weges beauftragt wurden. Der Ausbau verzögerte sich wegen schlechten Wetters mehrfach, so dass die für 1898 geplante Eröffnung auf das Folgejahr verschoben werden musste. Die Gesamtkosten beliefen sich auf rund 8500 Mark und damit auf knapp das Doppelte der veranschlagten Summe. Zu den Mehrkosten hatten insbesondere aufwändige Felssprengungen beigetragen. Der Weg wurde schließlich im Juli 1899 eingeweiht. 
Am 15. Mai 1937 wurde der Heilbronner Weg wegen der Grenzsperre komplett gesperrt. Im Juni 1937 erwirkte die Sektion Kempten-Allgäu des DuOeAV bei der Gestapo und dem Landesfinanzamt in München, dass längs der bekannten alpinen Wege Zollstellen eingerichtet wurden, so dass die Begehung der Hüttenwege wieder möglich wurde. Ende 1937 beschloss die Sektion Kempten-Allgäu dennoch, den grenzüberschreitenden Heilbronner Weg aufzulassen und einen alternativen Bergwanderweg auf ausschließlich deutschem Boden zu errichten. Mit dem „Anschluss“ Österreichs im März 1938 wurden die Pläne jedoch allesamt wieder verworfen, da der Heilbronner Weg wieder begangen werden konnte. 
Die Hütten im Wegbereich wurden nach dem Zweiten Weltkrieg mehrmals erweitert und modernisiert, der Weg selbst blieb jedoch über ein Jahrhundert bis auf die alljährlichen Instandsetzungsarbeiten nahezu unverändert. In den 1960er Jahren brach die als Wildes Männle bekannte Felsnadel im Wieselekar zusammen. 1985 zerstörte Blitzschlag die Seilsicherungen über den Grat des Steinschartenkopfes. Im Spätsommer 2000 wurde der Weg generalüberholt und neu gesichert.

## Bilder

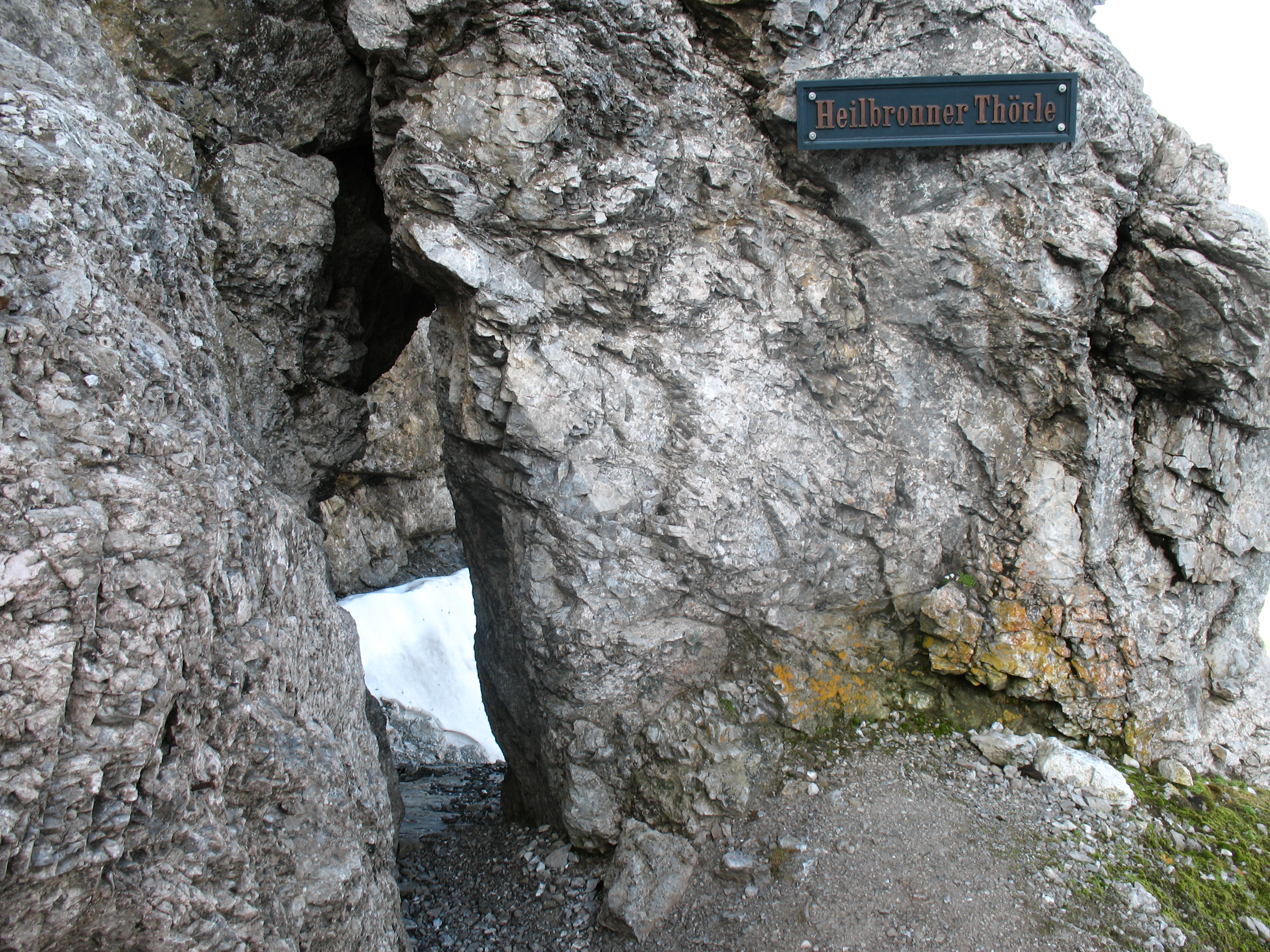
Heilbronner Törle
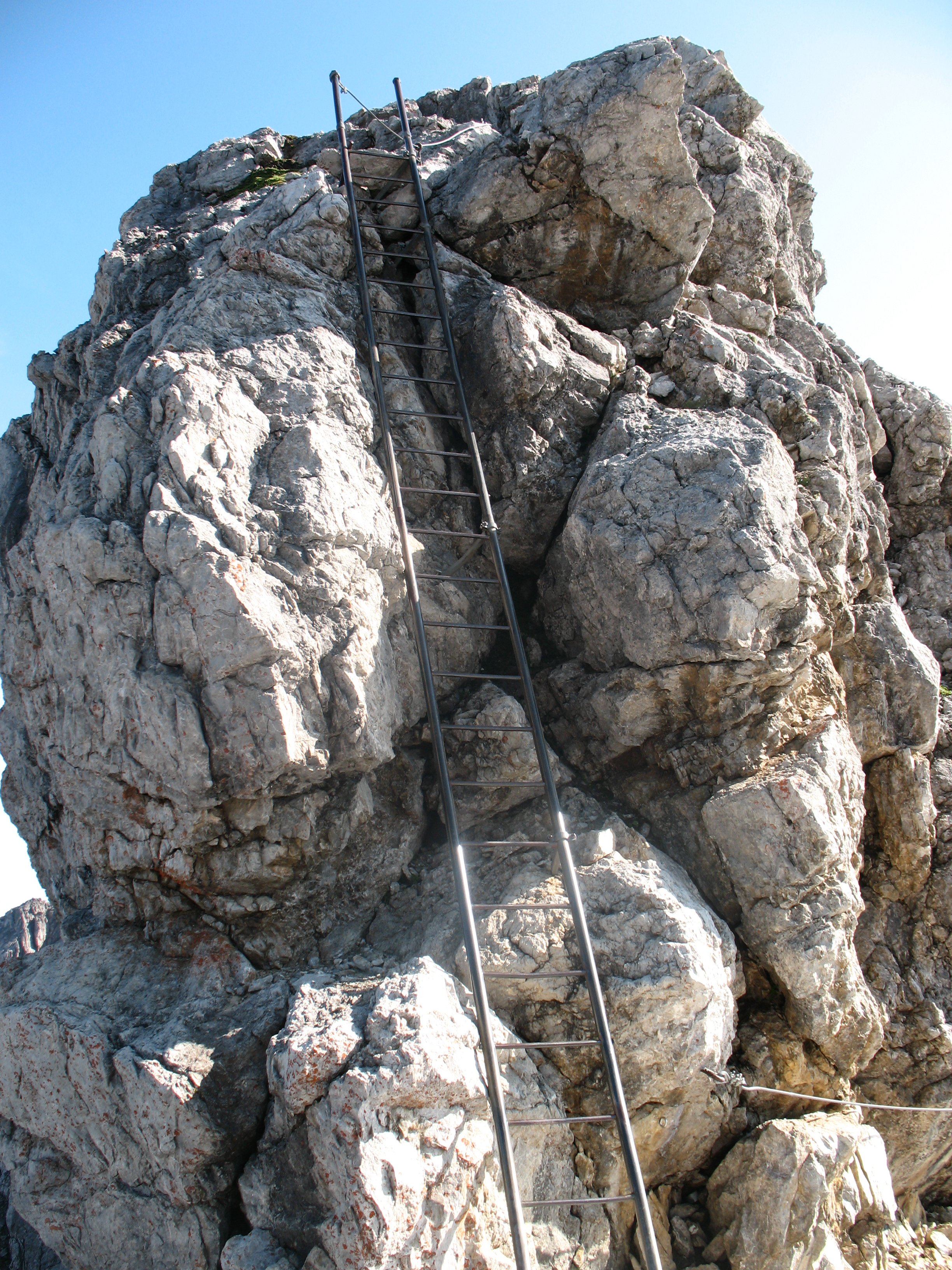
Leiter am Steinschartenkopf
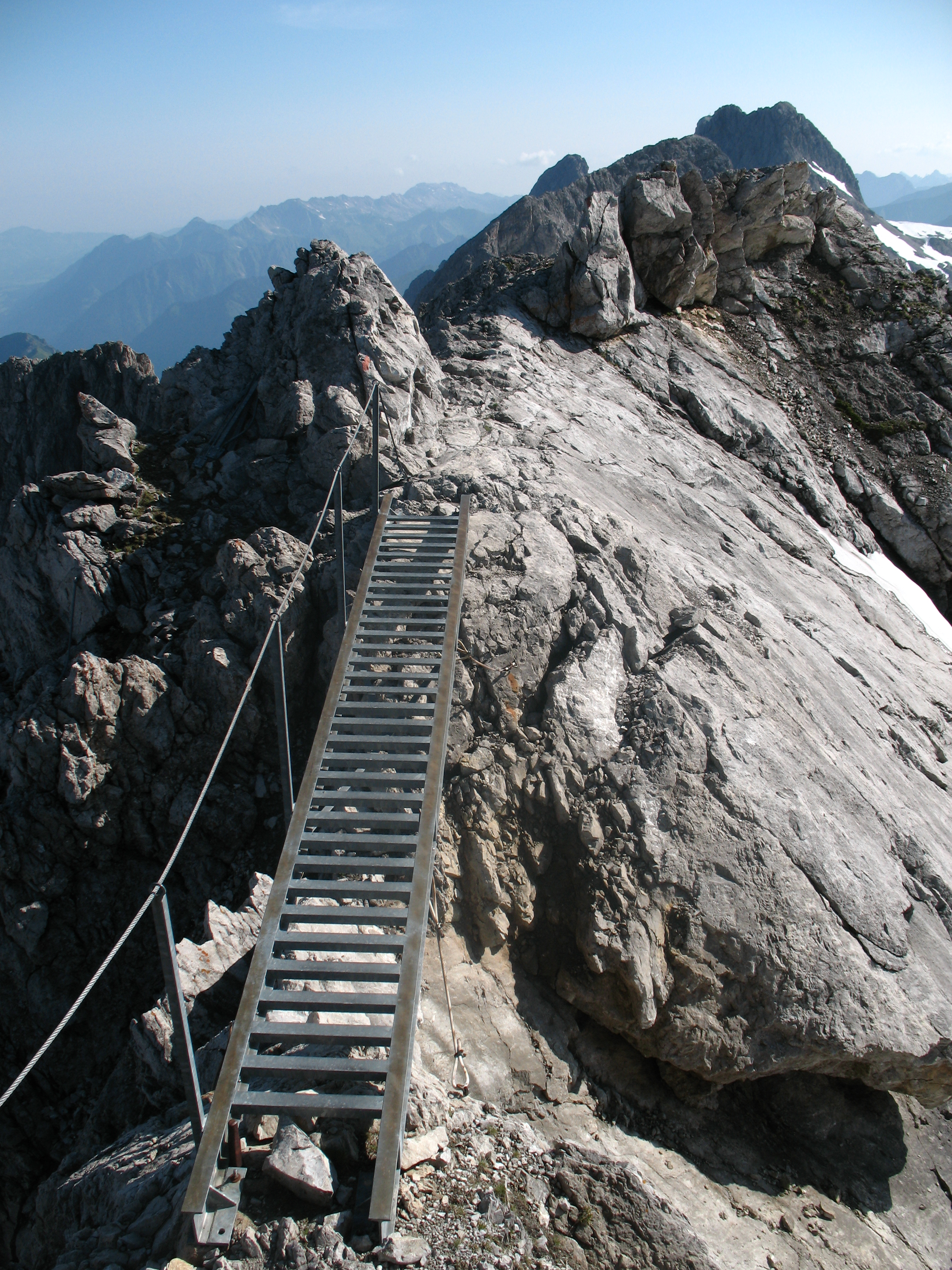
Leiter-Brücke auf dem Steinschartenkopf
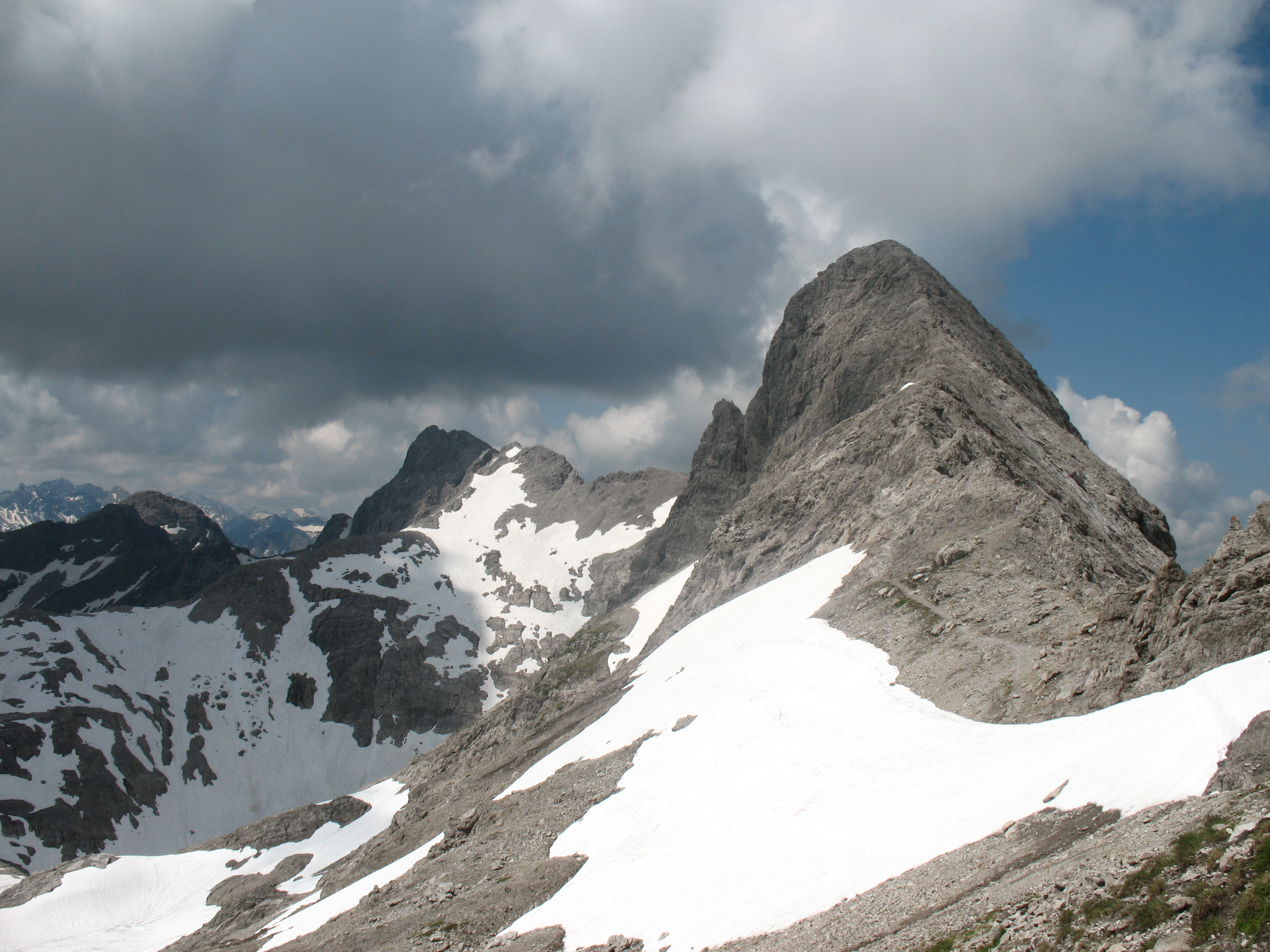
Wegverlauf Bockkarscharte zum Steinschartenkopf
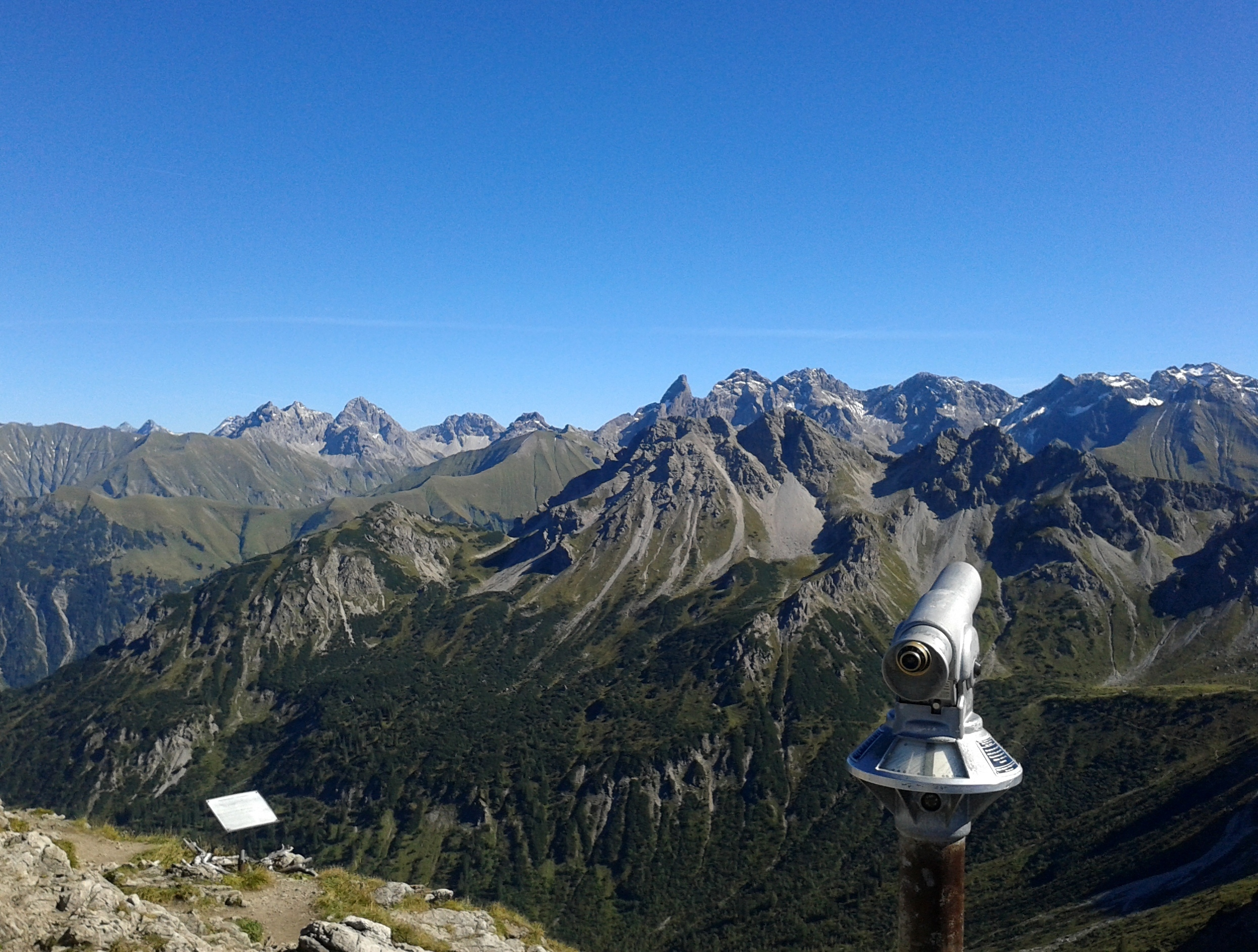
Blick von dem Kanzelwandgipfel auf den Heilbronner Weg